# Zebulon Vance

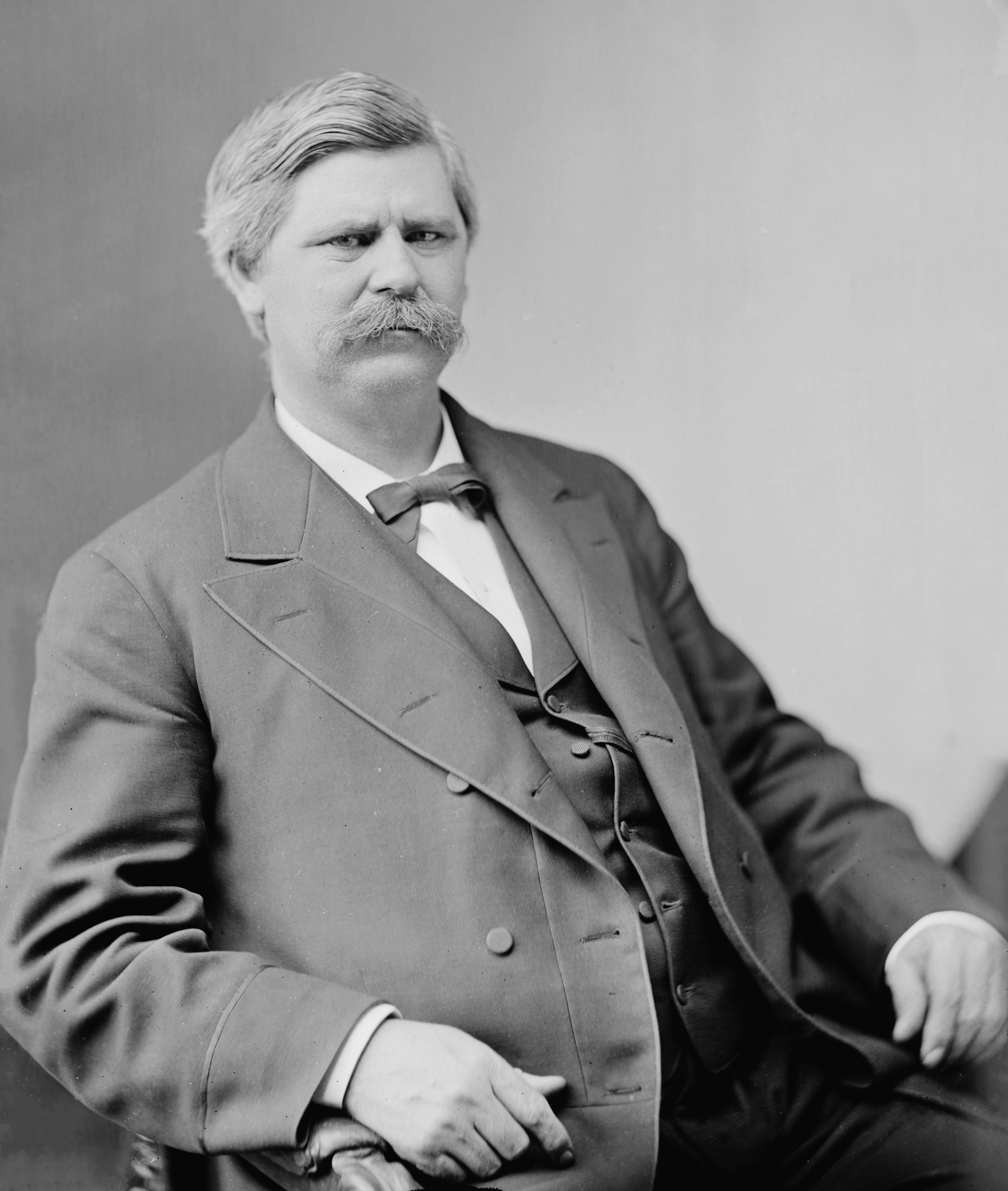
Zebulon Baird Vance

Zebulon Baird Vance (Reems Creek (North Carolina), 13 mei 1830 - Washington D.C., 14 april 1894) was tijdens de Amerikaanse Burgeroorlog gouverneur van de staat North Carolina.
Vance begon zijn politieke loopbaan als lid van de Whig Party voor zijn thuisstaat en werd in 1858 verkozen als lid van het Huis van Afgevaardigden. Hij verdedigde de Unie en zocht in 1860 naar een compromis om de secessie van de slavenstaten te vermijden. Na een korte tijd in het Zuidelijke leger te hebben gediend, werd Vance in september 1862 gouverneur van North Carolina, wat hij zou blijven tot het aan einde van de oorlog in april 1865.
Vance botste geregeld met president Jefferson Davis, maar bleef toch loyaal aan de Geconfedereerde Staten van Amerika. In 1864 nam hij echter het voortouw in een beweging die zijn staat uit de oorlog wilde leiden. Na de oorlog werkte hij enige tijd als advocaat. Een van zijn cliënten was de moordenaar Tom Dula, die vereeuwigd zou worden in het lied Tom Dooley. In 1876 werd hij opnieuw verkozen tot gouverneur en later tot senator. Vance overleed in 1894.
- Bibliothèque nationale de France: cb15033522w (data)
- Gemeinsame Normdatei: 129871818
- International Standard Name Identifier: 0000 0000 2297 5846
- Library of Congress Control Number: n82011851
- Nationale Bibliotheek van Israël: 987007274331105171
- SNAC: w6bg2p51
- Système universitaire de documentation: 114233217
- Biographical Directory of the United States Congress: V000021
- Virtual International Authority File: 39659503
- WorldCat: E39PBJx4qvQ98QVC3x8VPC4g8C